# Beginning of the End (1957)
Beginning of the End ist ein US-amerikanischer Science-Fiction-Film von 1957, der im Bundesstaat Illinois spielt. Als durch die atomare Bestrahlung von Pflanzen zur Wachstumsförderung die Radioaktivität über die Nahrungskette auf Heuschrecken übergeht, wachsen diese zu Monstern heran und drohen, die Stadt Chicago zu vernichten.

## Handlung
Die Reporterin Audrey Aimes ist mit ihrem Pkw in Illinois auf der Suche nach Spuren eines Flugzeugunglücks, als sie unvermittelt auf eine Straßensperre der Nationalgarde des Bundesstaates stößt. Ihr wird erklärt, dass in dem abgesperrten Gebiet ein junges Paar spurlos aus seinem Auto verschwunden ist und sie das Gebiet nicht passieren darf.
Neugierig geworden, beginnt Audrey mit eigenen Ermittlungen in der Angelegenheit. Sie erfährt, dass Monate zuvor die Bevölkerung einer ganzen Ortschaft verschwunden ist und der Ort selbst durch unbekannte Kräfte völlig zerstört wurde. Daraufhin nimmt sie Rücksprache mit ihrem Chef, der ihr grünes Licht für weitere Ermittlungen gibt. Mit seiner Rückendeckung tritt sie gegenüber den führenden Militärs selbstbewusst auf und stößt schließlich auf eine interessante Spur. In dem Gebiet gibt es eine landwirtschaftliche Versuchsstation, die von Dr. Ed Wainwright geleitet wird, und die eventuell etwas mit den geheimnisvollen Vorkommnissen zu tun haben könnte.
In der Station erfährt sie von Dr. Wainwright, dass dort mit Kernenergie Nutzpflanzen wie Kürbisse und Tomaten zum Wachstum angeregt werden. Die ersten positiven Ergebnisse sind bereits sichtbar. Allerdings erlitt ein Mitarbeiter Wainwrights bei den Experimenten einen Unfall und ist seitdem taubstumm.
Es gelingt Audrey, Hauptmann Barton von der Nationalgarde zu einem Ausflug in das Gebiet zu überreden, wo die Ortsbewohner verschwunden sind. Zusammen mit einer Gruppe Soldaten erkunden sie ein Waldstück, als plötzlich merkwürdige Geräusche ertönen.  Sie stammen von mehreren Riesenheuschrecken, die die Soldaten angreifen, denen nur noch die Flucht bleibt.
Obwohl für Audrey nun feststeht, dass das Wachstum der Heuschrecken mit der Versuchsstation in Zusammenhang stehen muss und eine riesige Gefahr für das Land besteht, weigert sich Oberst Sturgeon als Chef der Nationalgarde aus Prestigegründen, die reguläre Armee zu Hilfe zu rufen. Erst als die Nationalgardisten in einem weiteren Angriff der Heuschrecken scheitern, wird die US Air Force alarmiert.
Da sich die Heuschrecken offenbar rasend schnell vermehren und nun Chicago angreifen, entschließt sich General Hanson zum Einsatz einer Atombombe, die mit einem Boeing B-52-Bomber abgeworfen werden soll, was allerdings auch die Vernichtung der Stadt bedeuten würde. Da fällt Dr. Wainwright eine alternative Lösung ein. Er erinnert sich an Experiment und konstruiert einen Stimmensimulator, der die Heuschrecken auf den Michigansee locken soll. Im letzten Moment gelingt der Versuch. Die Heuschrecken werden durch den Simulator angelockt und verenden in dem kalten Wasser des Sees. Der Einsatz der Atombombe konnte abgewendet werden. Allerdings bleibt die Frage offen, ob nicht auch andere Tiere die radioaktiv manipulierten Pflanzen gefressen haben und möglicherweise demselben Wachstumsprozess unterliegen wie die Heuschrecken.

## Produktionshintergrund
Der Film lehnt sich dramaturgisch und optisch stark Formicula und Tarantula an. Hauptdarsteller Peter Graves war der Bruder von James Arness, der in Formicula als FBI-Beamter eine der beiden männlichen Hauptrollen besetzt, und wird ähnlich inszeniert. Wie in Formicula wird ein Dokumentarfilm benutzt, um Laien die Lebensweise von Tieren zu demonstrieren.
Die Produktion war mit einem recht schmalen Budget ausgestattet, was sich in der Trickgestaltung niederschlägt. So sind die Hochhäuser in Chicago, an denen die Riesenheuschrecken hochklettern, lediglich eine Fototapete, die naturgemäß keinen dreidimensionalen Effekt hervorrufen kann. Auch wurden zur Kostenersparnis extensiv Dokumentaraufnahmen der US-amerikanischen Streitkräfte genutzt, die mehr oder weniger gelungen montiert wurden.